# Свихнувшийся мир
«Свихнувшийся мир» (англ. World Gone Wild) — художественный фильм Ли Х. Кацина 1988 года выпуска.

## Сюжет
2087 год. Земля после ядерной катастрофы. Тяжелейшие условия жизни, в которых глоток воды стоит человеческую жизнь. Небольшому поселению выживших грозит страшная опасность — на их запасы воды нацелилась банда отщепенцев, поклонников мрачного культа. Силы поселенцев слишком ограничены, и они решают обратиться за помощью к наёмнику. Но в смертельной схватке за жизнь даже у профессионального убийцы не велики шансы остаться в живых.

## В ролях
- Майкл Паре — Джордж Лэндон
- Кэтрин Мэри Стюарт — Энджи
- Брюс Дерн — Итан